# Хоу, Грег
Грегори «Грег» Хоу, правильнее Хау, (англ. Gregory "Greg" Howe; 8 декабря 1963, Нью-Йорк, Нью-Йорк) — американский джаз-фьюжн, рок-гитарист, композитор, сессионный музыкант. Первый сольный альбом выпустил в 1988 году. Наиболее известен по своей работе в качестве сессионного гитариста для поп-музыкантов, среди которых Майкл Джексон, Энрике Иглесиас, ’N Sync, Джастин Тимберлейк.

## Ранние годы
Грег Хоу родился 8 декабря 1963-го года в Нью-Йорке штат Нью-Йорк. В молодости увлекался спортом, в частности футболом и бегом на средние дистанции (400 и 800 м). Впервые взял гитару, когда ему было около десяти лет. В то же время Грег пошёл учиться игре на гитаре, но взял всего около трёх уроков. По его словам, он не узнал ничего нового во время обучения. Его заставляли учить «Twinkle, Twinkle Little Star», а Грег хотел играть The Who и другую музыку, крутившуюся по радио. Когда друзья старшей сестры Грега показали ему несколько аккордов, мальчик тут же прекратил брать уроки и стал учиться играть самостоятельно. Пятью годами позднее будущий музыкант увидел интервью Эдди Ван Халена, в котором последний рассказывал о своей игре. Слова Эдди произвели на Грега большое впечатление, и он решил стать профессиональным гитаристом. По признанию Грега в детстве он играл по восемь часов в день во многом благодаря тому, что в то время «не было никакой электронной почты или социальных сетей в интернете». Первую группу Грег организовал сразу после окончания школы в конце 80-х годов вместе со своим братом Альбертом, который на тот момент ещё учился в школе. По признанию музыканта в те годы им пришлось подделать документы брата, чтобы «сделать его старше». Альберт управлял машиной, на которой ездили музыканты, хотя по возрасту не мог этого делать. Музыканты исполняли только каверы в основном на рок-композиции, среди которых преобладали песни Van Halen. Выступления проходили в клубах Нью-Йорка, Нью-Джерси и Пенсильвании. Несмотря на интерес к демозаписям группы Грега со стороны некоторых крупных лейблов, заключить контракт ни с одним из них музыкантам не удалось. До того, как начать полноценную музыкальную карьеру, Грег устроился работать на завод, где «делал баночки или что-то похожее», но проработал там всего два дня.

## Карьера
Около 1987 года Грег разослал по звукозаписывающим компаниям демозапись своих собственных композиций. В результате молодым музыкантом заинтересовалась компания Shrapnel Records в лице Майка Варни, и в 1988 году под его руководством вышел первый сольный альбом Грега Greg Howe. В записи альбома приняли участие бас-гитарист Билли Шихэн (Mr. Big, группа Дэвида Ли Рота) и барабанщик Атма Анур (Cacophony, Джейсон Беккер). Несмотря на то, что альбом был выпущен в период гитарных «открытий» конца 80-х, это не был «ещё один неоклассический альбом». Музыкант выделялся среди прочих гитаристов того времени наличием элементов фанка и ритм-н-блюза в своей игре, но в то же время Грег сам признает, что звук на Greg Howe был настолько плох, что он «не может слушать его сейчас» по прошествии многих лет.
В конце 80-х — начале 90-х Грег записал два вокальных альбома вместе со своим братом Альбертом, бас-гитаристом Верном Парсонсом и ударником Джо Неволо. Альбомы получили название High Gear (вышел в 1989 году) и Now Hear This (вышел в 1991 году), и были выпущены под именем Howe II. Группа не имела большого успеха и распалась в 1991 году, а Хоу вернулся к сольной карьере. Второй сольный альбом музыканта Introspection вышел в 1993 году. Альбом был выполнен в стиле джаз-фьюжн, сочетая джаз, блюз, фанк и рок. Этот альбом закрепил за Грегом Хоу славу фьюжн-гитариста. Последующие несколько альбомов Грега: Uncertain Terms (1994 год), Parallax (1995 год), Five (1996 год) — подчеркнули успехи музыканта в стиле фьюжн.
В середине 90-х Грег вместе с бас-гитаристом Кевином Веккьоне организовали благотворительный концерт для гитариста Джейсона Беккера, страдающего болезнью Лу Герига. В концерте также приняли участие Эдди Ван Хален, Стив Люкатер и Билли Шихэн.
Дважды Грег записывался с Ричи Коценом. Идею сделать подобную запись предложил Майк Варни, который также продюсировал альбомы Коцена. Первый совместный альбом музыкантов Tilt, вышедший в 1995 году, был коммерчески успешен. В результате было принято решение о втором совместном альбоме. Он получил название Project и был выпущен в 1997 году. О том, возможен ли в будущем выход и третьей подобной работы, Грег говорил, что думает о сотрудничестве с кем-нибудь, но не гитаристом. По его мнению, на таких альбомах как Tilt очень много гитар, которые слушателю «тяжело переварить». Своим источником вдохновения музыкант называет музыку в целом, а не только гитару.
В 1996 году Грегу поступило предложение заменить Дженнифер Баттен в гастрольном туре Майкла Джексона «HIStory World Tour». Этот тур Хоу назвал одним из самых запоминающихся концертов в своей карьере. По словам гитариста, было «немного страшно», так как у него было всего около шести часов на сборы и разучивание материала. Во время концертов с Майклом педалборд Грега окружала «шпаргалка плакатного размера», которая содержала не только настройки звука на каждую песню, но и информацию о хореографии и поведении на сцене. Позднее Грег участвовал в записи посмертного альбома Майкла Immortal, который вышел в 2011 году. Гитарист сыграл в композициях «Dancing Machine» и «Beat It».
В 1997 году Грег принял участие в записи альбома Виталия Куприя High Definition. Изначально Грег должен был выступить продюсером альбома. Но когда проект покинул гитарист, Грегу пришлось заменить его, а потом сыграть и партии бас-гитары тоже. В результате Грег признался, что не получил большого удовольствия от записи альбома, так как ему пришлось выполнять много тяжёлой работы. Позже Виталий принял участие в записи альбома Хоу Ascend, который вышел в 1999 году. Альбом включал кавер на песню «La Villa Strangiato» канадских прогрессив-рокеров Rush, и во многом из-за участия Куприя в записи в целом получился более прогрессивным.
В 2000 году на Shrapnel Records вышел седьмой студийный альбом Грега, получивший название Hyperacuity. Запись альбома проходила в конце 1999-го года. По словам Грега, альбом должен был вернуть слушателя к классическому звучанию первых пяти альбомов. Но получился компромисс между ранними работами Грега и Ascend. Музыкант объясняет это тем, что в то же время он получил предложение от Энрике Иглесиаса присоединиться к нему в концертном туре. Тур должен был начаться в январе 2000-го года. Чтобы успеть подготовиться к концертам, перед Грегом встала задача свести Hyperacuity в течение нескольких дней. В результате, по словам Грега он решил «повеселиться» и «попробовать сумасшедшие вещи». Вспоминая о работе с Энрике, Грег отмечал «семейную атмосферу», царившую в туре.
В 2001 году Хоу был приглашен японским джаз-фьюжн бас-гитаристом Тэцуо Сакураи принять участие в записи альбома Gentle Hearts. В записи альбома также участвовал барабанщик Деннис Чемберс. Майку Варни очень понравился этот альбом, и он предложил Хоу и Чемберсу сделать ещё одну совместную запись. Для нового альбома Варни привлёк также бас-гитариста Виктора Вутена (Béla Fleck and the Flecktones). Альбом получил название Extraction и вышел в 2003 году. Запись материала для Extraction началась ещё в 2001 году, но в то же время Хоу получил приглашение от бойз-бенда ’N Sync принять участие в их концертном туре. Отсутствие личного взаимодействия между Хоу, Чемберсом и Вутеном чуть не сорвало запись альбома. Музыканты работали удаленно друг от друга, и по словам Грега многие из присланных ему записей были искажены, или были сыграны криво, или просто были «не тем, что нужно». В 2002 году состоялся ещё один тур ’N Sync при участии Грега, а в 2003 году Хоу участвовал в туре с Джастином Тимберлейком, который завершил досрочно. Хотя Тимберлейк предлагал гитаристу неплохие деньги, Грег сделал выбор в пользу собственного творчества. По возвращении из последнего тура Хоу настоял на перезаписи материала для Extraction, так как не был доволен результатом. Позже он назвал весь этот период 2001—2003 годов «самым напряжённым в своей карьере».
В 2004 году состоялся тур по Японии в поддержку Gentle Hearts. Кроме Хоу, Сакураи и Чемберса в туре участвовал клавишник Акира Онозука. В ходе тура были записаны CD Gentle Hearts Tour 2004 и Live DVD.

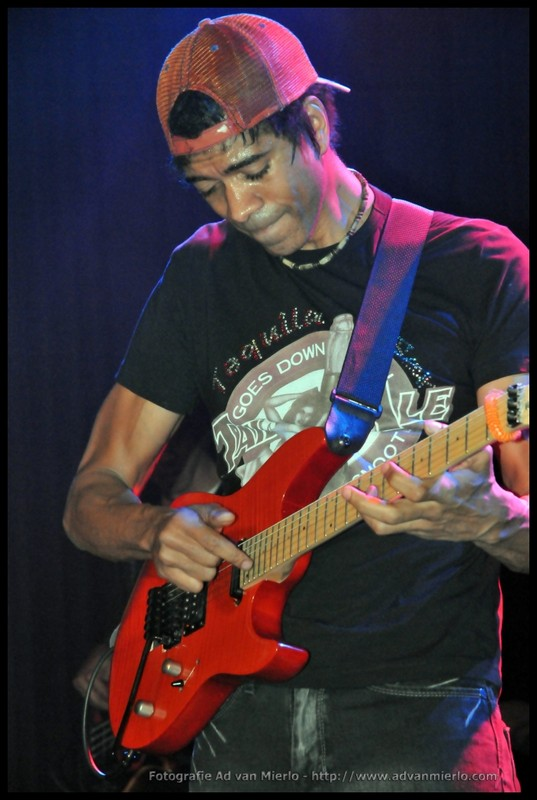
Грег Хоу в 2008 году

В 2006 году Грег Хоу получил предложение присоединиться к супер-группе Planet X, где его партнерами стали бы Дерек Шеринян и Вирджил Донати. К группе музыкант так и не присоединился.
В 2008 году Грег выпустил свой восьмой студийный альбом Sound Proof. Запись альбома началась в октябре 2007 года в студии Prairie Sun Studios за пределами Сан-франциско. По словам Грега он просто попросил «запереть» себя в студии и большая часть материала была сочинена непосредственно по ходу записи (в том числе инструментальная версия песни «Tell Me Something Good» Стиви Уандера). В записи альбома приняли участие барабанщик Джанлука Пальмиери, клавишник Дэвид Кук (с которым Грег познакомился во время своего первого тура с ’N Sync) и бас-гитарист Джон Решар. Выбор музыкантов Хоу объяснил тем, что хотел дать шанс «молодым неизвестным ребятам».
В 2009 году Грег снова выступил на одной сцене с Джастином Тимберлейком на 51-й церемонии музыкальной премии «Грэмми» и на благотворительном вечере детской больницы JT’s Shriner’s Hospital. В том же году его дебютный сольный альбом Greg Howe был включён в десятку лучших шред альбомов всех времён журналом Guitar World.
В 2011 году Грег отыграл мировой тур вместе с Денисом Чемберсом и Стю Хэммом, в рамках которого посетил в том числе и Россию. В том же году Грег решил собрать вокальную группу и пригласил в неё Кевина Веккьоне и Джанлуку Пальмиери, с которыми уже неоднократно записывался и гастролировал. Вокалисткой группы стала Меган Краусс, которая жила недалеко от Кевина. Группа получила название Maragold и выпустила свой одноимённый дебютный альбом в 2013 году. Maragold стала первой группой Грега (не считая проект Howe II), где он смог полноценно участвовать в совместном творческом процессе. Работая в аккомпанирующих составах поп-музыкантов, Хоу был лишен этого.

## О своём творчестве
Любимым собственным альбомом Грега является Five. По мнению Хоу, именно этот альбом даёт наибольшее представление о его стиле игры. Также Грег отмечает Extraction, во многом из-за участия в его записи Вутена и Чемберса, а также и дебютный Greg Howe за наличие в них множества «запоминающихся мелодий». Собственный нелюбимый альбом музыканта — Ascend. Грег называет его «бизнес-проектом», который сделал ради денег, и о котором немного жалеет, хотя не считает его плохим.
За свою карьеру музыкант не выпустил ни одного живого альбома под своим именем. По словам самого Грега он хотел бы записать подобный альбом для своих поклонников, но проблема в том, что такой альбом не принесёт много денег звукозаписывающей компании.

## Оборудование
Для записи альбома Sound Proof Грег использовал гитары ESP Horizon и ESP Snapper, а также полуакустическую гитару Parkwood Hybrid и электроакустику Parkwood PW370M. Набор усилителей состоял из Cornford MK50 с лампами 5881, Marshall DSL100 JCM 2000, VHT Deliverance и Fender Dual Showman. В качестве эффектов были использованы Dunlop CryBaby wah, Boss OC-2 Octave, Boss PH-3 Phase Shifter.
В начале своей карьеры Грег играл на гитарах фирмы ESP. Большинство альбомов гитарист записал, используя усилитель Fender Dual Showman, который был самостоятельно модифицирован другом Грега из Пенсильвании. С 2006 года музыкант использует также гитары и усилители фирмы Suhr. Джон Шур лично разработал усилитель для Грега Хоу, учитывая его пожелания. Кроме этого Грег пользуется усилителем Marshall JCM2000 DSL, различными педалями фирмы T-Rex, Dunlop Wah Buddy Guy, Tubescreamer TS808 Ibanez и Arion Chorus SCH-1, эффектами Axe-FX. Какой бы усилитель не использовал Грег, музыкант предпочитает, чтобы в нём были установлены лампы EL34. Более двадцати лет Хоу играет на струнах D'Addario (.010 — .046). Музыкант предпочитает медиаторы потолще, например Dunlop Tortex, но использует и средние по толщине Fender Medium.
Подписная модель гитары Грега называется Laguna 924. Это модель гитар бренда Laguna Guitars, принадлежащего Guitar Center. Кроме неё Грег принял участие в разработке другой модели, не являющейся подписной. Она имеет стратовскую форму корпуса, 24 лада и бридж типа Floyd Rose. Гриф сделан из клёна. Грег отмечает, что использует только кленовые грифы, так как находит звучание клёна более прямым и чистым, и ему нравится «стеклообразный» звук на средних частотах. Несмотря на бридж типа Floyd Rose, музыкант говорит, что предпочитает систему тремоло стратовского типа, так как с ней легче держать гитару в гармонии.
В 2012 году Грег стал эндорсером итальянского бренда гитарных усилителей DV Mark. Музыкант совместно с DV Mark сконструировали двухканальный усилитель, названный Maragold. По словам Хоу, данная модель была создана на основе любимых усилителей гитариста и «не содержит наворотов».

## Стиль игры
У Грега есть любимые последовательности аккордов, которые он периодически использует в своей музыке. Он говорит, что пытается совмещать импровизационную игру с заготовками, но не считает себя хорошим импровизатором. Вследствие этого, по словам Грега он старается писать музыку с минимумом изменений тональности или сложных переходов. Это и позволяет ему импровизировать. Музыкант утверждает, что не любит придерживаться чёткой структуры во время импровизаций. Характерной чертой игры Грега являются альтерированные гаммы и аккорды. В 2010 году Грег написал интернет-статью «Altered Scales and Chords», в которой изложил их суть. Одним из любимых приёмов Грега являются так называемые «хаммеры из ниоткуда», суть которых музыкант изложил в частности во время мастер-класса 2007 года и в видео-уроке 2009 года. Грег часто использует вибрато, исполняемое быстрыми слайдами. Эту технику гитарист подсмотрел у Джорджа Линча. Однако сам Грег утверждает, что у него нет собственных «фишек», выделявших бы его среди других гитаристов, а его соло основаны на использовании широких интервалов и арпеджио, либо на «случайных находках» (особенно при использовании двуручной техники игры на гитарном грифе).
Грег отмечает, что со временем его музыка стала намного сложнее гармонически и ритмически по сравнению с дебютным альбомом. Также он говорит, что не работает в определённом жанре, а просто пишет песни, которые ему бы нравились. Попытка же вписаться в определённый жанр, по мнению Грега, сдерживает музыкантов и мешает им развиваться. Хоу часто сочиняет музыку без гитары (во время прогулки, за рулём автомобиля и т. п.), так как гитара «своими параметрами накладывает ограничения» на воображение музыканта.

## Влияние
В молодости Грег отдавал предпочтение рок-гитаристам, таким, как Джимми Пейдж, Эдди Ван Хален, Пит Таунсенд. Грег фанател от Van Halen, а Эдди Ван Хален оказал на него наибольшее влияние из всех гитаристов. Со временем музыкант стал слушать гитаристов, работающих в других направлениях и стилях. Например, Джон Скофилд (любимый джазмен Грега), Скотт Хендерсон, Пэт Мэтини и Джордж Бенсон. Грег также отмечает, что «прошёл через периоды» Джона Маклафлина и Алана Холдсворта, а последнего называет уникальным гитаристом, у которого «нет конкурентов». Из блюзменов Грег отдаёт предпочтение Альберту Коллинзу. В среде металлистов Грег выделяет Ингви Мальмстина, и называет его «парнем, который практически в одиночку создал целый жанр музыки».
Грег утверждает, что не был фанатом Джими Хендрикса в молодости, предпочитая учить соло Ван Халена. Став старше, Хоу, по собственному признанию, «повторно открыл» для себя Хендрикса, и теперь является его фанатом.
«Я не понимал, насколько грандиозно это было. Так продолжалось, пока я не стал старше, и повторно не открыл его музыку, стал слушать другие места, слушать по-разному. Я слышал богатство и инновации в его музыке, которые совсем недавно пролетали мимо моих ушей. Когда мы молоды, мы иногда думаем: «Я могу сыграть этот пассаж быстрее и чище другого человека, поэтому я лучше, чем он». Вот как мы думаем. Мы не способны понять, как парень, который играет только одну ноту, может быть выше других. Я должен был повзрослеть, чтобы суметь услышать другие оттенки игры Хендрикса, делающие его игру невероятно мощной».Грег Хоу. Modern Guitars Magazine, 2008
В своих интервью Грег заявляет, что почти не слушает современных гитаристов, а вдохновение черпает из поп-музыки. По мнению Грега, какими бы ни были музыкальные вкусы, слушатель реагирует, прежде всего, на запоминающийся мотив. Это и привлекает музыканта в поп-музыке. Грег любит брать из поп-музыки понравившиеся ему концепции, а затем реализовывать их в своём сольном творчестве. В то же время Грег отмечает, что гастроли с поп-музыкантами, которые были «не очень требовательны», сделали его ленивым. По словам Грега ему было бы некомфортно работать в жанре поп-музыки, где он не смог бы дать волю воображению, в то время как инструментальная музыка «не имеет правил и границ».
Грег утверждает, что не собирался становиться инструменталистом. Выбрать этот путь его заставили музыкальные веяния того времени (инструментальная гитарная музыка переживала подъём в конце 80-х — начале 90-х годов). Для создания своих первых инструментальных демозаписей Грегу даже пришлось создать музыкальную студию у себя дома. Хоу часто причисляют к фьюжн-гитаристам, однако сам музыкант утверждает, что мало слушает джаз.
Грег чаще всего выступал с бас-гитаристом Виктором Вутеном и барабанщиком Деннисом Чемберсом, хотя в группу они не объединялись. По словам самого Грега, если он заказывает концертный тур от своего имени, то часто слышит в ответ: «Да, мы можем сделать тур, но мы дадим вам намного больше денег, если Виктор и Деннис будут с вами». В своих интервью Грег отмечал, что при выборе музыкантов для совместной деятельности большое внимание он уделяет личностным качествам человека и стилю игры музыканта. Способности же музыканта при достижении определённого уровня игры для Грега отходят на второй план. Своим любимым музыкантом не гитаристом Грег называет Денниса Чемберса. На вопрос о том, кого из музыкантов (живого или мёртвого) Грег бы выбрал для создания собственной группы, будь у него такая возможность, Хоу называет Дэйва Векла и Гэри Уиллиса.
Рассуждая о молодых музыкантах, Грег говорит, что многим начинающим гитаристам сложно добиться признания, потому что они неверно ставят перед собой цели. По словам Хоу, нужно сначала определиться, что ты хочешь играть. И уже после этого развивать необходимые тебе навыки какие-то в большей, а какие-то в меньшей степени.

## Прочая деятельность
Ещё в 1989 году Грег выпустил видео-школу «Hot Rock Licks». От прочих гитарных видео-школ «Hot Rock Licks» отличалась нестандартным видеорядом (в кадре появляются актёры, изображающие таксиста, детектива Коломбо и многих других персонажей) и наличием табулатур на экране вместо буклета.
В 2008 году Грег переехал в Калифорнию. В том же году он запустил собственноручно разработанный интернет-проект, основанный на онлайн-уроках. Во время этих уроков он даёт не только практические рекомендации игры на гитаре, но и объясняет, как «перевести технику в музыку». Помимо этого Грег много времени уделяет рассказам о том, как он пишет песни, работает в студии, микширует записи, какое программное обеспечение использует, как отличить законные звукозаписывающие компании от мошенников и многим другим вещам, связанным с музыкальным бизнесом. В идеале Грег хочет превратить этот проект в большое дело, где не только он, но и другие гитаристы давали бы свои уроки. Сам Грег в таком случае выступал бы кем-то вроде музыкального руководителя. О своей дальнейшей карьере музыкант говорит, что хотел бы и дальше участвовать в интересных ему музыкальных проектах и 3 — 4 раза в году выезжать на гастроли. Остальное время он бы посвящал онлайн-урокам.

## Увлечения
Грег увлекается онлайн игрой Quake III Arena. Это увлечение он сам называет зависимостью. Кроме этого Грег любит процесс звукозаписи. Его привлекает сам процесс создания музыки с нуля из маленьких минусовок на компьютере. При работе с записями музыкант использует программу Nuendo.

## Дискография
| Соло - Greg Howe (1988) - Introspection (1993) - Uncertain Terms (1994) - Parallax (1995) - Five (1996) - Ascend (1999) - Hyperacuity (2000) - Collection: The Shrapnel Years (2006) - Sound Proof (2008) - Wheelhouse (2017) Howe II - High Gear (1989) - Now Hear This (1991) Maragold - Maragold (2013) Совместные работы - Tilt (1995) — с Ричи Коценом - Project (1997) — с Ричи Коценом - Extraction (2003) — с Деннисом Чемберсом и Виктором Вутеном | С другими артистами - Convergence (1996) — Джеймс Мёрфи - High Definition (1997) — Виталий Куприй - Gentle Hearts (2001) — Тэцуо Сакураи - Rhythm of Time (2004) — Джордан Рудесс - A Guitar Supreme (2004) - The Spirit Lives On (2004) — трибьют-альбом Джими Хендрикса - Gentle Hearts Tour 2004 (2004) — Тэцуо Сакураи - Visions of an Inner Mounting Apocalypse: A Fusion Guitar Tribute (2005) - Io Canto (2006) — Лаура Паузини - Freeway Jam: To Beck and Back (2007) — трибьют-альбом Джеффа Бека - Collection (2008) — Джейсон Беккер - Clean (2008) — Дэйв Мартон - Out of Oblivion (2009) — Этан Брош - A Tribute to Stevie Wonder (2009) — Вернон Нейли - Vital World (2010) — Тэцуо Сакураи - Immortal (2011) — Майкл Джексон |